# Parco nazionale di Chebera Churchura
Il parco nazionale di Chebera Churchura è un parco nazionale dell'Etiopia situato all'interno del ramo occidentale della Rift Valley, a nord del fiume Omo.

## Descrizione
Si trova tra la Zona di Dawro e la Woreda Speciale di Konta, a circa 475 km di distanza in linea d'aria da Addis Abeba; tuttavia, via terra, dista 580 km da quest'ultima, seguendo la strada Gimma-Sciasciamanna-Soddo, e 358 km da Auasa, seguendo la strada Sciasciamanna-Soddo-Chida. Istituito nel 1997, ricopre una superficie di 1190 km² ed è posto ad un'altitudine compresa tra i 700 e i 2600 metri sul livello del mare. Le precipitazioni annuali variano tra i 1200 e i 2300 mm e le temperature tra i 10 e i 29 °C. Il parco è stato accolto con favore dalle comunità locali, con un'attiva partecipazione alla sua gestione da parte sia della popolazione comune che dalle alte cariche, tanto che la IUCN ha inviato una lettera di congratulazioni al governo etiope.

## Flora e fauna
La maggior parte del parco è caratterizzata da un paesaggio ondulato, dove le zone più elevate sono ricoperte da una fitta foresta tropicale, quelle a media altitudine da una distesa erbosa a prevalenza di Combretum e Terminalia, e le valli dalla foresta a galleria.
Chebera Churchura, ex riserva di caccia agli elefanti con il nome di Kolo-Konta, è un'area incontaminata ed è la più estesa zona selvaggia della regione. Degna di nota è la sua foresta, molto antica e ricca di essenze diverse, costellata di sorgenti sparse qua e là. Inoltre, la foresta del parco ospita molti tipi diversi di piante aromatiche e spezie, tra cui la pianta del caffè allo stato selvatico.
Il parco è la dimora di 37 specie di grandi mammiferi e 237 specie di uccelli. Elefanti africani, bufali, ippopotami, leoni, leopardi, cobi, tragelafi striati, kudù maggiori e facoceri sono tra i mammiferi più rilevanti qui presenti. Recentemente, nelle acque del parco è stata scoperta una nuova specie di pesce, endemica del Paese, che è stata battezzata Garra chebera.
Tra i rappresentanti dell'avifauna spiccano specie endemiche, come il sassicolo di rupe alibianche, e quasi endemiche, come l'ibis caruncolato, l'oriolo d'Abissinia e il corvo imperiale beccogrosso, nonché molte forme tipiche della foresta.